# تسمیت
تسمیت (به فرانسوی: Tassemit) یک کوه در مراکش است که در Ait Mellal Province واقع شده‌است. تسمیت ۲٬۲۰۵ متر بالاتر از سطح دریا واقع شده‌است.